# MV Joyita
MV Joyita fue un buque mercante estadounidense con 25 pasajeros y tripulantes que desapareció misteriosamente en el Pacífico Sur en octubre de 1955. Fue encontrado a la deriva sin nadie a bordo.
El barco estaba en muy malas condiciones, con tuberías corroídas y una radio que, aunque funcional, tenía un alcance de solo unas 2 millas (3,2 km) debido a un cableado defectuoso. Sin embargo, la extrema flotabilidad del barco hizo que el hundimiento fuera casi imposible. Los investigadores estaban desconcertados de por qué la tripulación no se había quedado a bordo y esperó ayuda.

## Descripción e historia del buque

### Construcción
El MV Joyita era un barco de madera de 21 m construido en 1931 como yate de lujo por Wilmington Boat Works en Los Ángeles para el director de cine Roland West, quien nombró al barco en honor a su esposa, la actriz Jewel Carmen, como Joyita, en español. En 1936, el barco fue vendido y registrado a nombre de Milton E. Beacon. Durante este período, realizó numerosos viajes al sur de México y a la Exposición Internacional Golden Gate de 1939-1940 en San Francisco. Durante parte de este tiempo, Chester Mills fue el capitán del barco.
El casco del barco fue construido con tablas de cedro grueso sobre armazón de roble. Tenía 21 m de largo, con una manga de 5,2 m y un calado de 2,3 m; su tonelaje neto era de 47 toneladas y su tonelaje bruto de aproximadamente 70 toneladas. Tenía tanques para 9.500 l de agua y 11.400 l de combustible diésel.

### Servicio en la Marina de los EE. UU. durante la Segunda Guerra Mundial

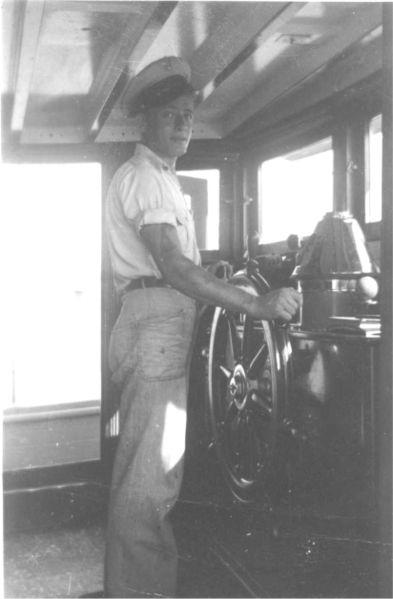
Timonel del barco en 1942.

En octubre de 1941, justo antes del ataque a Pearl Harbor, el Joyita fue adquirido por la Armada de los Estados Unidos y llevado a Pearl Harbor, Hawái, donde fue equipado como lancha patrullera YP-108. La Armada la utilizó para patrullar la Isla Grande de Hawái hasta el final de la Segunda Guerra Mundial.
En 1943 encalló y sufrió graves daños, pero la Marina necesitaba barcos con urgencia, por lo que fue reparado. En este punto, tuberías nuevas de hierro galvanizado sustituyeron a las originales de cobre o latón. En 1946, el barco superaba los requisitos de la Marina y se retiró la mayor parte de su equipo.

### Compra privada
En 1948, el Joyita fue vendido a la firma Louis Brothers. En este punto, se añadió un revestimiento de corcho al casco del barco junto con un equipo de refrigeración. El barco tenía dos motores diésel Grey Marine que proporcionaban 225 caballos (228,1 CV) de fuerza y dos motores diésel adicionales para generadores. En 1950 William Tavares se convirtió en propietario; sin embargo, tenía poco uso para el barco y lo vendió en 1952 a la Dra. Katharine Luomala, profesora de la Universidad de Hawái. Ella alquiló el barco a su amigo, el capitán Thomas H. "Dusty" Miller, un marinero nacido en Gran Bretaña que vivía en Samoa. Miller usó el barco como navío mercante y de pesca.

## Desaparición

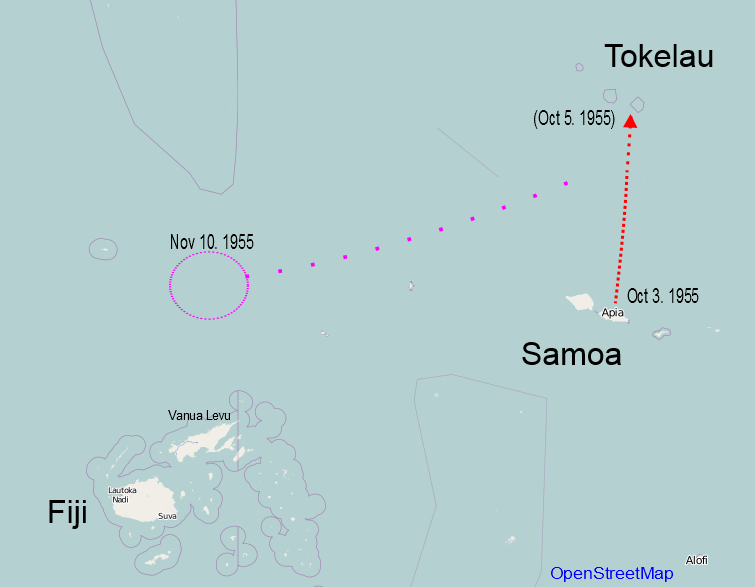
Ruta prevista (línea roja) y lugar donde se encontró al Joyita (círculo morado).

Alrededor de las 5:00 a. m. del 3 de octubre de 1955, el Joyita salió del puerto de Apia en Samoa con destino a las islas Tokelau, a unas 270 millas (434,5 km) de distancia. Se había programado que el barco zarpara con la marea del mediodía del día anterior, pero su partida se retrasó porque falló el embrague del motor de babor. El Joyita finalmente dejó Samoa con un solo motor. Llevaba dieciséis miembros de la tripulación y nueve pasajeros, incluido un funcionario del gobierno, un médico (Alfred "Andy" Denis Parsons, un cirujano de la Segunda Guerra Mundial que se dirigía a realizar una amputación), un comprador de copra y una familia con dos niños. Su carga consistía en suministros médicos, madera, 80 bidones de petróleo vacíos de 45 galones (200 L) y varios alimentos. Tenía previsto regresar con un cargamento de copra.
Se esperaba que el viaje durara entre 41 y 48 horas y arribara a las islas Tokelau el 5 de octubre. El 6 de octubre, un mensaje del puerto de Fakaofo informó que el barco estaba retrasándose. Ningún operador de barco o en tierra informó haber recibido una señal de socorro de la tripulación. Se lanzó entonces una misión de búsqueda y rescate y, del 6 al 12 de octubre, el Sunderland de la Real Fuerza Aérea de Nueva Zelanda cubrió un área de probabilidad de casi 100 millas cuadradas (259 km²) de océano, pero no se encontró rastro ni del Joyita ni de ninguno de sus pasajeros o tripulantes.
Cinco semanas después, el 10 de noviembre, Gerald Douglas, capitán del barco mercante Tuvalu, en ruta de Suva a Funafuti, avistó al Joyita a más de 600 millas (965,6 km) al oeste de su ruta programada, a la deriva al norte de Vanua Levu. El barco estaba parcialmente sumergido y muy escorado (la barandilla de la cubierta de babor estaba sumergida) y no había rastro de ninguno de los pasajeros o la tripulación; también faltaban cuatro toneladas de carga. El grupo de recuperación señaló que se descubrió que la radio estaba sintonizada en 2182 kHz, el canal de socorro radiotelefónico marítimo internacional.

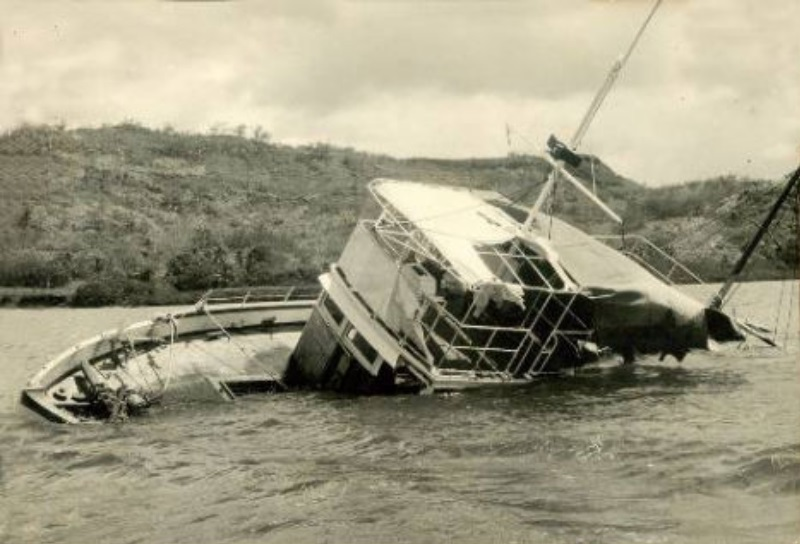
El naufragio visto desde babor.

- El crecimiento de percebes muy por encima de la línea de flotación habitual en el lado de babor mostró que el Joyita se había estado escorando mucho durante algún tiempo.
- Había algunos daños en la superestructura. Su puente de mando había sido destrozado y la caseta tenía daños leves y ventanas rotas. Se había instalado un toldo de lona en la parte superior de la caseta detrás del puente.
- El Joyita llevaba un bote y tres balsas salvavidas Carley,[4] pero todos faltaban. No llevaba suficientes chalecos salvavidas para todos a bordo.[8]
- Se descubrió que el motor de estribor estaba cubierto por colchones, mientras que el embrague del motor de babor aún estaba parcialmente desarmado, lo que demuestra que la embarcación todavía funcionaba con un solo motor.
- Se había instalado una bomba auxiliar en la sala de máquinas, montada sobre una tabla de madera colgada entre los motores principales. Sin embargo, no había sido conectada.
- La radio de a bordo estaba sintonizada en el canal internacional de socorro, pero al inspeccionar el equipo se encontró una rotura en el cable entre el aparato y la antena. El cable había sido pintado encima, oscureciendo la ruptura. Esto habría limitado el alcance de la radio a unas 2 millas (3,2 km).
- Los relojes eléctricos a bordo (conectados al generador de la embarcación) se habían detenido a las 22:25 horas y los interruptores de la iluminación de la cabina y las luces de navegación estaban encendidos, lo que implica que todo lo que hubiera ocurrido sucedió durante la noche. Faltaban el cuaderno de bitácora, el sextante, el cronómetro y otros equipos de navegación, así como las armas de fuego que Miller guardaba en el barco.
- En la cubierta se encontró un maletín de médico que contenía un estetoscopio, un bisturí y cuatro vendas manchadas de sangre.

Todavía había combustible en los tanques del Joyita; de la cantidad utilizada, se calculó que recorrió unas 243 millas (391,1 km) antes de que la embarcación fuera abandonada, probablemente a unas 50 millas (80,5 km) de Tokelau. La huida probablemente había comenzado después de las nueve de la noche de la segunda noche del viaje, con nueve horas de oscuridad aun por delante.
Aunque el Joyita se encontró con las sentinas y las cubiertas inferiores inundadas, su casco estaba sano. Una vez amarrado en el puerto de Suva, los investigadores escucharon el sonido del agua entrando en la embarcación. Se encontró que una tubería en el circuito de agua salada del sistema de enfriamiento del motor había fallado debido a la corrosión galvánica, permitiendo que el agua entrara en las sentinas. La tripulación solo habría detectado la fuga cuando el agua empezara a salir por encima de las tablas del piso de la sala de máquinas, momento en el cual habría sido casi imposible localizar la fuga. Además, las bombas de la sentina no estaban equipadas con filtros y se habían obstruido con sedimentos, lo que significaba que habría sido muy difícil bombear el agua.

## Investigación marítima
Una investigación formal sobre el destino del Joyita se llevó a cabo en Apia en febrero de 1956. Encontró que la embarcación estaba en mal estado, pero determinó que el destino de los pasajeros y la tripulación era "inexplicable según las pruebas presentadas en la investigación". Un punto especialmente desconcertante fue que faltaban las tres balsas salvavidas que llevaba el Joyita, pero no tendría sentido que la tripulación y los pasajeros abandonaran voluntariamente la embarcación. Acondicionada para el transporte de carga refrigerada, el Joyita tenía 640 pies cúbicos (18,1 m³) de corcho recubriendo sus bodegas, haciéndolo prácticamente insumergible. Además, un cargamento de bidones de combustible vacíos proporcionaba aun mayor flotabilidad.
La investigación solo pudo establecer las razones por las que el buque se inundó. Descubrió que la embarcación habría comenzado a inundarse debido a la tubería de enfriamiento rota. Las bombas de achique estaban fuera de servicio debido a que se bloquearon. El Joyita carecía de mamparos estancos o compartimentados en las sentinas. El agua habría inundado gradualmente las cubiertas inferiores. A medida que el navío comenzó a hundirse más en el agua, el único motor restante no habría podido mantener la velocidad suficiente para navegar. El Joyita luego atravesó un fuerte oleaje y tomó la pesada escora con la que se encontró. Aunque se inundó hasta el punto de hundir una embarcación convencional, el Joyita se mantuvo a flote gracias a su casco revestido de corcho y su carga de bidones de combustible vacíos.
La investigación también atribuyó gran parte de la responsabilidad de los hechos al capitán Miller. Lo encontraron imprudente por emprender un viaje en alta mar con un solo motor y numerosas fallas menores, y negligente por no proporcionar una radio que funcionara o un bote salvavidas debidamente equipado. También violó la ley marítima, ya que permitió que caducara la licencia del Joyita para transportar pasajeros.
La investigación no mencionó el equipo médico usado encontrado a bordo.

## Hipótesis
A veces se hace referencia al Joyita como el "Mary Celeste del Pacífico Sur" y ha sido objeto de varios libros y documentales que ofrecen explicaciones que van desde lo racional y convencional hasta lo sobrenatural y paranormal. Se han adelantado numerosas hipótesis sobre la desaparición de la tripulación y los pasajeros. Muchos rumores y especulaciones corrieron en el momento del evento, y varios otros se han presentado desde entonces. Dado que el casco del Joyita era sólido y su diseño lo hacía casi insumergible, una de las principales preocupaciones de los investigadores fue determinar por qué los pasajeros y la tripulación no permanecieron a bordo si los eventos simplemente se desencadenaron por la inundación en la sala de máquinas.

### Hipótesis del capitán herido
El capitán Miller debería haber sido muy consciente de la capacidad del barco para mantenerse a flote, lo que llevó a algunos a especular que había muerto o quedado incapacitado por algún motivo (alguien a bordo resultó herido, de ahí los vendajes manchados de sangre). Sin él para tranquilizar a las otras personas a bordo, es posible que hubieran entrado en pánico cuando el Joyita comenzó a inundarse y se lo llevaron a las balsas salvavidas. Sin embargo, esto en sí mismo no explica la falta de carga y equipo, a menos que el buque se hubiera encontrado abandonado y se hubiera retirado su carga.
Un amigo de Miller, el capitán S. B. Brown, estaba convencido de que Miller nunca habría dejado el Joyita con vida, dado su conocimiento de su construcción. : 208  Era consciente de la tensión entre Miller y su primer oficial estadounidense, Chuck Simpson, y sintió que su disgusto mutuo pudo llegar a las manos y ambos hombres cayeron por la borda o resultaron gravemente heridos en una pelea. Esto dejó al barco sin un marinero experimentado y explicaría por qué los que quedaban a bordo entraron en pánico cuando el barco comenzó a inundarse.

### Participación japonesa y otras hipótesis
El Fiji Times and Herald citó en ese momento de una "fuente periodística" en el sentido de que el Joyita había pasado a través de una flota de barcos pesqueros japoneses durante su viaje y "había observado algo que los japoneses no querían que vieran".
El The Daily Telegraph de Londres planteó la hipótesis de que algunas fuerzas japonesas aún activas de la Segunda Guerra Mundial tenían la culpa de las desapariciones, operando desde una base aislada en una isla remota. : 199  Todavía había un fuerte sentimiento antijaponés en muchas partes del Pacífico, y en Fiyi había un resentimiento específico de que a Japón se le permitiera operar flotas pesqueras en aguas locales.
Tales teorías y especulaciones repentinamente ganaron credibilidad cuando los hombres que limpiaban el Joyita encontraron cuchillos con el sello 'Hecho en Japón'. Sin embargo, las pruebas en los cuchillos resultaron negativas y resultó que estaban viejos y rotos, muy posiblemente quedaron a bordo cuando el Joyita se usó para pescar a finales de la década de 1940.
También hubo una proposición de que "los ocupantes del barco fueron secuestrados por un submarino soviético, con el mundo en ese momento en medio de la creciente Guerra Fría".
Los primeros informes erróneos de que el Joyita había estado involucrado en una colisión llevaron a especular que había sido embestido a propósito, y que piratas modernos atacaron el barco, mataron a los 25 pasajeros y la tripulación (y arrojaron sus cuerpos al océano) y robaron las cuatro toneladas de carga que faltaban, aunque ciertamente bidones vacíos, madera, alimentos refrigerados y material médico no eran productos interesantes para ladrones marinos.

### Hipótesis de fraude a la aseguradora
También se reveló que Miller había acumulado grandes deudas después de una serie de viajes de pesca fallidos en el Joyita. : 187  Sin embargo, habría sido difícil ver los hechos que rodearon el misterioso evento como un fraude al seguro, dado que no se encontraron tomas de mar abiertas y el barco era casi imposible de hundir. Además, Miller confiaba en que el Joyita fuera fletado para recorridos regulares entre Samoa y Tokelau; estos chárteres del gobierno habrían liquidado rápidamente sus deudas.

### Hipótesis del motín
Un propietario posterior del Joyita, el autor británico Robin Maugham, pasó muchos años investigando el pasado de la embarcación y publicó sus hallazgos como The Joyita Mystery en 1962. Maugham estuvo de acuerdo en que los eventos comenzaron por la inundación provocada por la tubería de enfriamiento rota y el fallo de las bombas. Los colchones encontrados que cubrían el motor de estribor se usaron en un intento de detener la fuga o para proteger el tablero eléctrico del rocío que levantaba el volante del motor a medida que subía el nivel del agua. Al mismo tiempo, el Joyita se encontró con un oleaje cada vez más fuerte y un clima tormentoso.
El capitán Miller, sabiendo que el Joyita era insumergible y desesperado por llegar a su destino para saldar su deuda, siguió adelante. Sin embargo, Simpson, y posiblemente otros miembros de la tripulación, le exigieron que regresara. Esto condujo efectivamente a un motín y Miller y la tripulación lucharon, durante lo cual Miller sufrió una lesión grave. : 210  A estas alturas, el barco estaba entrando en un tiempo más pesado, con vientos de alrededor de 40 millas por hora (64,4 km/h), y con un motor y una sentina inundada. La inundación en la sala de máquinas tarde o temprano habría causado que el motor de estribor fallara, cortando también toda la energía eléctrica del buque. Simpson ahora tenía el control y tomó la decisión de abandonar el barco, llevándose consigo el equipo de navegación, el libro de registro y los suministros, así como al herido Miller.
Todavía parece poco probable que Simpson decidiera abandonar un barco inundado pero flotante para abordar pequeñas balsas abiertas en medio del Océano Pacífico. Maugham propuso que avistarían una isla o un arrecife cercano y tratarían de alcanzarlo, pero con los fuertes vientos y el mar, las balsas fueron llevadas al mar abierto, dejando al Joyita a la deriva y vacío. El daño a la superestructura de construcción ligera fue causado por el daño de las olas mientras el buque quedaba a la deriva en mar gruesa.

## El Joyita después de 1955
En julio de 1956, el Joyita fue subastado por sus propietarios por 2.425 libras a un isleño de Fiyi, David Simpson (sin relación con Chuck Simpson). Él lo reacondicionó y revisó y se hizo a la mar nuevamente ese año. Sin embargo, estuvo rodeado de disputas legales por la transferencia de su registro de Estados Unidos a Gran Bretaña sin permiso. En enero de 1957 encalló mientras transportaba trece pasajeros en el mar de Koro. Lo repararon y en octubre de 1958 comenzó un comercio regular entre Levuka y Suva.
El Joyita volvió a encallar en un arrecife en noviembre de 1959 en Vatuvalu, cerca de Levuka. Salió flotando del arrecife con la ayuda de la marea alta, pero mientras se dirigía al puerto comenzó a entrar agua a través de una costura dividida. Se pusieron en marcha las bombas, pero quedó claro que las válvulas de la bomba se habían instalado al revés, lo que significa que el agua se bombeaba hacia el casco, no hacia afuera. Ahora con la reputación de ser un 'barco desafortunado' y con un casco dañado, fue abandonado por sus dueños y varado. Fue despojado del equipo útil y era prácticamente un armatoste cuando Maugham lo compró. Vendió el casco en 1966 al comandante J. Casling-Cottle, que dirigía una oficina de turismo y publicidad en Levuka. El mayor planeó convertirlo en un museo y salón de té, pero el plan nunca vio la luz. El casco desapareció pieza por pieza y el proceso de desintegración parece haberse completado a finales de la década de 1970. 
El 14 de marzo de 1975, la oficina de correos de Samoa Occidental lanzó un conjunto de cinco sellos que tratan sobre el misterio del Joyita.
En 2009, una pasarela recibió el nombre del Dr. Alfred Dennis Parsons cerca de su antigua casa de Torbay en Auckland, Nueva Zelanda. En 2012, se erigieron dos piedras conmemorativas en honor del evento en Apia, Samoa y en Fakaofo Village, Tokelau.

## Tripulación y pasajeros
A fecha de 2012, el pasaje continuaba declarado "desaparecido". En ese año se decidió iniciar los trámites oficiales para declararlos muertos.

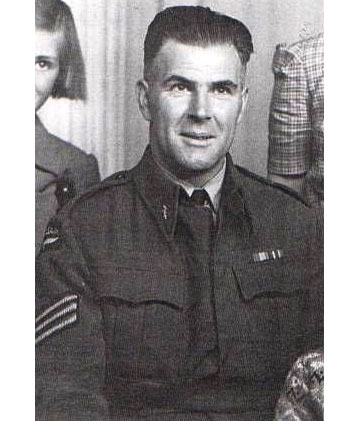
El farmacéutico Bert Hodgkinson, de Nueva Zelanda.

| Tripulación (16)             |                |      |                   |
| Nombre                       | Rango          | Edad | País              |
| MILLER, Thomas Henry (Dusty) | Capitán        | 41   | Gran Bretaña      |
| SIMPSON, Charles R. (Chuck)  | Primer oficial | 28   | Estados Unidos    |
| TEEWEKA, Tekokaa (Tekolo)    | Contramaestre  | 25   | Kiribati          |
| TANINI, Aberaam Tanini       | Mecánico       | 24   | Kiribati          |
| McCARTHY, Henry Jr.          | Mecánico       | 27   | Samoa             |
| PEDRO, Peñaia Kolio          | Marinero       | 22   | Tokelau           |
| FARAIMO, Ihaia Kitiona       | Marinero       | 24   | Tokelau           |
| LEPAIO, Tagifano Latafoti    | Marinero       | 27   | Tokelau (Atafu)   |
| HIMONA, Haipele Fihaga       | Marinero       | 28   | Tokelau (Atafu)   |
| APETE, Ioakimi Iapeha        | Marinero       | 23   | Tokelau (Fakaofo) |
| MOHE, Himeti Falaniko        | Marinero       | 31   | Tokelau (Fakaofo) |
| ELEKANA, Tuhaga Hila         | Engrasador     | 26   | Tokelau (Fakaofo) |
| KOLO, Maillot Telepu         | Engrasador     | 24   | Tokelau (Atafu)   |
| PELETI, Mohe Maota           | Cocinero       | 24   | Tokelau (Fakaofo) |
| WALLWORK, James William      | Sobrecargo     | 44   | Samoa Occidental  |
| WILLIAMS, George Kendall     | Sobrecargo     | 66   | Nueva Zelanda     |

| Pasajeros                      |                     |      |                   |                                 |
| Nombre                         | Ocupación           | Edad | País              | notas                           |
| FAIVA, Liua Noama Rosaiti      |                     | 3    |                   | Hija adoptiva de Tokelau Lapana |
| HODGKINSON, Herbert T. (Bert)  | Farmacéutico        | 49   | Nueva Zelanda     | Del hospital de Apia            |
| LAPANA, Takama                 | Farmacéutico        | 51   |                   | Del hospital de Fakaofo         |
| LAPANA, Tokelau                |                     | 40   | Tekai (Fakaofo)   | esposa de Takama Lapana         |
| PARSONS, Alfred Dennis (Andy)  | Médico              | 41   | Irlanda           | Del hospital de Apia            |
| PEARLESS, Roger Derrick (Pete) | Oficial de distrito | 30   | Nueva Zelanda     |                                 |
| PEREIRA, Joseph Hipili         | Operador de radio   | 22   | Tokelau (Fakaofo) |                                 |
| TALAMA, Founuku Uluola         |                     | 11   |                   | Hijo adoptivo de Tokelau Lapana |
| TEOFILO, Tomoniko              |                     | 30   | Tokelau (Fakaofo) | Comerciante de copra            |

1. ↑  «Alfred Denis Parsons - Date of Death 03/10/1955, Granted on 19/06/1961 - State Records NSW». nsw.gov.au. Archivado desde el original el 30 de octubre de 2014. Consultado el 13 de marzo de 2015. Archive.org